# Mostro di Loch Ness

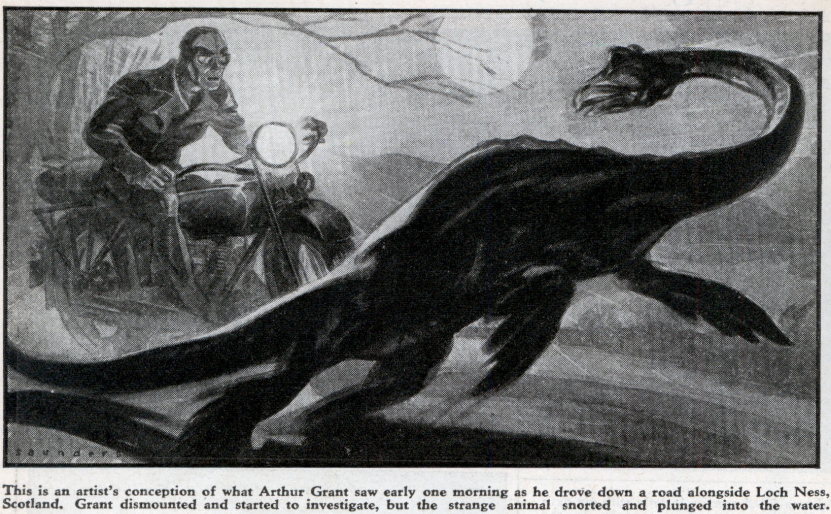
Illustrazione dell'avvistamento di Arthur Grant (1934).

Il mostro di Loch Ness (in lingua inglese: Loch Ness Monster, in gaelico scozzese: Uilebheist Loch Nis), conosciuto anche come Nessie, è una creatura che secondo una leggenda abiterebbe nel lago Loch Ness, in Scozia. Non esiste alcuna prova dell'esistenza del cosiddetto "mostro" e, nonostante lo svolgimento di ricerche scientifiche nel lago, tutti i tentativi di trovare tracce della creatura o spiegazioni del mito sono falliti, e le presunte immagini fotografiche del "mostro" si sono rivelate false o comunque prive di qualsiasi valore scientifico. La notorietà e il fascino della leggenda sono comunque in grado di attirare a Loch Ness circa un milione di turisti ogni anno. La leggenda ha avuto negli anni una vasta risonanza mediatica e ha ispirato la realizzazione di lungometraggi cinematografici, documentari televisivi, narrativa, fumetti, videogiochi, merchandising e giocattoli.

## Storia

### Primi avvistamenti

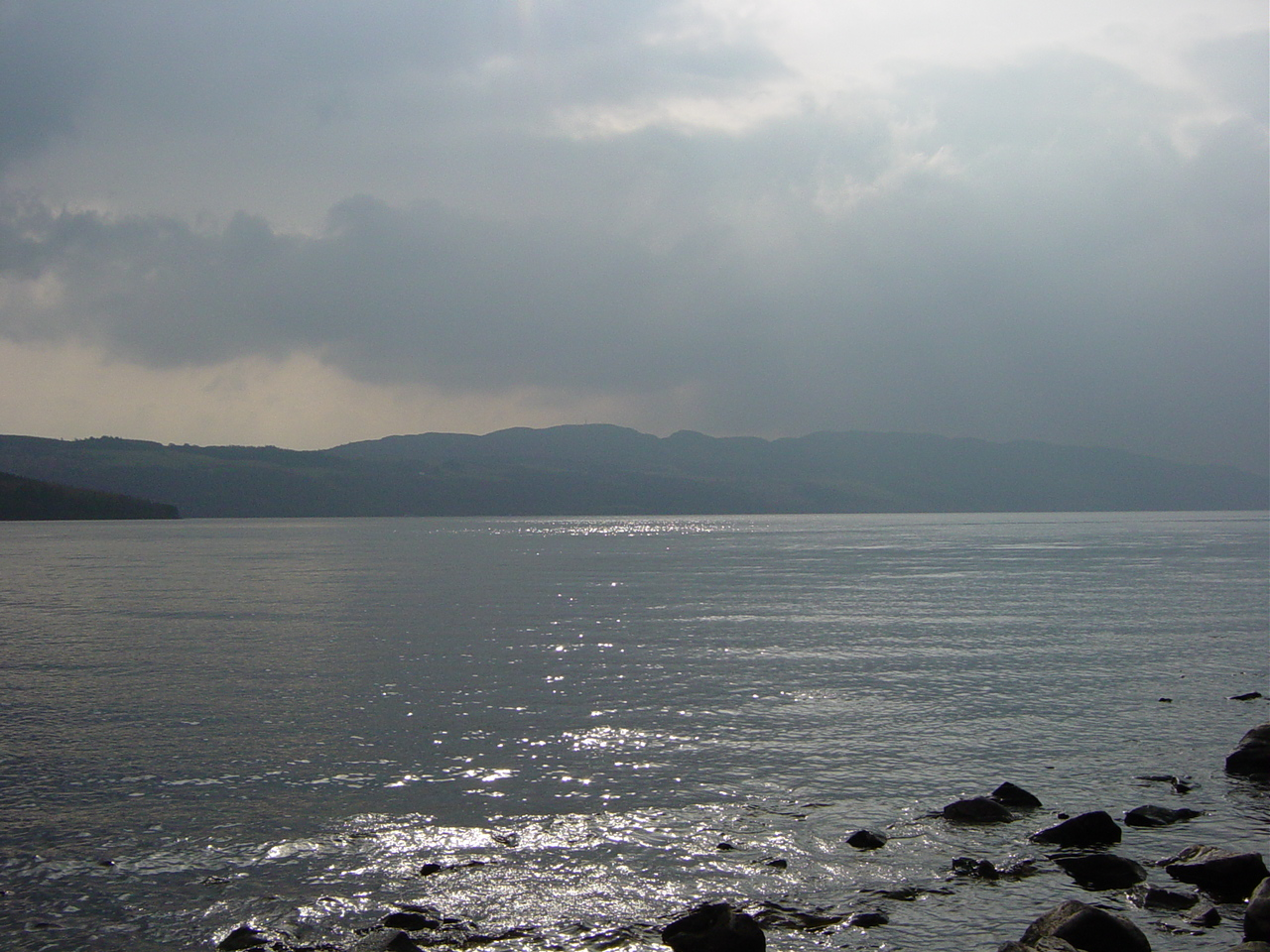
Veduta del lago.

Nel VII secolo il monaco irlandese Adamnano di Iona descrisse in una sua opera, Vitae Sancti Columbae, un fatto avvenuto oltre un secolo prima. Secondo Adamnano, nel 566 il monaco irlandese San Columba di Iona si trovava nella terra dei Pitti con i suoi compagni, quando incontrò dei residenti locali che seppellivano un uomo vicino al fiume Ness. Essi spiegarono che l'uomo stava nuotando nel fiume quando fu attaccato da una "bestia d'acqua" che lo sbranò e lo trascinò sott'acqua, nonostante i loro tentativi di salvarlo in barca. Columba allora mandò un seguace, Luigne moccu Min, a nuotare nel fiume. La bestia gli si avvicinò ma Columba fece il segno della croce e ordinò: "Non andare oltre. Non toccare l'uomo. Torna indietro subito". Allora la creatura si fermò come se fosse stata "tirata indietro con delle funi" ed i due fuggirono. In seguito gli uomini di Columba ed i Pitti resero grazie per questo avvenimento, che interpretarono come un miracolo.
I credenti nel mostro indicano questa storia, ambientata nel fiume Ness piuttosto che nel lago stesso, come prova dell'esistenza della creatura già nel VI secolo. Gli scettici mettono in dubbio l'affidabilità della narrazione, notando che le storie di bestie d'acqua erano estremamente comuni nelle agiografie medievali ed il racconto di Adamnano probabilmente riutilizza un tipo di racconto comune legato ad un punto di riferimento locale. Secondo gli scettici la storia di Adamnano potrebbe essere indipendente dalla moderna leggenda del mostro di Loch Ness ed è stata associata ad essa dai credenti che cercano di rafforzare le loro affermazioni. Ronald Binns ritiene che questo sia il più serio dei vari presunti primi avvistamenti del mostro, ma tutti gli altri avvistamenti prima del 1933 sono ricchi di dubbi. Christopher Cairney utilizza un'analisi storica e culturale specifica per separare la storia di Adamnano dal mito moderno, ma trova lungo la strada un uso precedente e culturalmente significativo, del folklore celtico, della "bestia d'acqua". In tal modo scredita anche qualsiasi forte connessione tra kelpie o cavalli d'acqua e la moderna creazione, "aumentata dai media", del mostro di Loch Ness. Conclude anche che la storia di San Colombano potrebbe essere stata influenzata dai precedenti miti irlandesi sui Caoránach ed un Oliphéist.
Fino al XX secolo non esistono altre testimonianze in merito, eccetto 2 avvenute alla fine del XIX secolo: Nell'ottobre 1871 (o 1872) il dottor D. Mackenzie abitante di Balnain, secondo quanto riferito, vide un oggetto simile ad un tronco od una barca capovolta "contorcersi e agitare l'acqua", inizialmente muoversi lentamente prima di scomparire ad una velocità maggiore. Il resoconto non fu pubblicato fino al 1934, quando Mackenzie inviò la sua storia in una lettera a Rupert Gould, poco dopo l'aumento dell'interesse popolare per il mostro.; Nel 1888 il muratore Alexander Macdonald, residente ad Abriachan, avvistò "un grosso animale dalle zampe tozze" emergere dal lago e spingersi entro 50 metri dalla riva dove si trovava Macdonald. Egli riferì del suo avvistamento all'ufficiale giudiziario dell'acqua di Loch Ness, Alex Campbell e descrisse la creatura come una salamandra.

### La nascita del mostro
Alcuni avvistamenti, in cui la sagoma era confusa, sarebbero avvenuti anche sulla terraferma a partire dal 1930: intorno a quell'anno, dei collegiali di Drumnadrochit raccontarono al loro professore di aver visto «un animale davvero straordinario e spaventoso nelle paludi che bordano la baia di Urquhart»; ad ogni modo, tutte le segnalazioni si sono rivelate poco attendibili o dei falsi clamorosi.
Il mito della creatura che vivrebbe nel lago nasce e si sviluppa negli anni 1930; a partire dal 1933, in seguito all'apertura di una nuova strada che correva lungo le rive del lago, iniziarono gli avvistamenti come quello di George Spicer del 22 luglio e poi un altro da Arthur Grant, un motociclista, il mese successivo. George Spicer raccontò all'Inverness Courier di aver visto insieme alla moglie un animale dall'aspetto preistorico che avrebbe attraversato la strada nelle vicinanze del lago. nel settembre del 1933 l'Inverness Courier riferì che era stato avvistato uno strano animale dai coniugi MacKay, proprietari di un albergo a Drumnadrochit, una località sulla riva del lago, i quali avevano scorto due strane gobbe emergere dall'acqua. Nel novembre 1933 venne scattata la prima fotografia da Hugh Gray dove si vede un lungo corpo sinuoso che nuota in superficie facendo ribollire l'acqua all'intorno. Secondo alcuni si trattava in realtà del labrador retriever dello stesso Gray che nuotava verso la fotocamera con un bastone in bocca; il ricercatore Roland Watson ha sostenuto che sul lato destro della foto è visibile una forma simile alla testa di un'anguilla.
A dicembre, un cineasta della Scottish Film Productions, Malcolm Irvine, riuscì a girare una pellicola nella quale il "mostro" è visibile per quasi un minuto mentre nuota alla velocità di circa 15 km l'ora. Irvine nel 1936 fece anche un secondo filmato nel quale si vede ciò che può sembrare la testa di un animale alzarsi e abbassarsi a ogni movimento del corpo.
Una delle testimonianze fotografiche più note, poi rivelatasi un falso, è quella passata alla storia come La foto del chirurgo, scattata da Robert Kenneth Wilson nei pressi di Invermoriston, con l'ausilio dell'amico Maurice Chambers, il 19 aprile 1934. Wilson scattò diverse fotografie, la più nota delle quali mostra una silhouette nera, leggermente ricurva all'estremità, circondata da mulinelli concentrici, alla base sembra apparire quello che potrebbe essere un corpo; su un'altra foto, il corpo in questione è quasi sparito nell'acqua. La foto di Wilson venne pubblicata il 21 aprile 1934 sul Daily Mail, uno dei principali tabloid inglesi, che la definì come Surgeon Photograph poiché Wilson, che non era un chirurgo, non voleva che fosse associata al suo nome. Tuttavia nel 1994 la foto fu smascherata dal Loch Ness Centre come un falso: essa mostrava in realtà un sottomarino giocattolo al quale era stata attaccata una sagoma che emergeva dall'acqua a forma di testa di serpente. Il macchinario era stato costruito da Christian Spurling, un amico di Wilson, che era anche il genero di Marmaduke Wetherell, un cacciatore ridicolizzato dal Daily Mail per essere, a sua volta, cascato in una bufala: inviato dal quotidiano a Loch Ness per indagare sul mostro, si fece ingannare da alcune finte impronte create grazie a un portaombrelli con alla base un piede di ippopotamo essiccato (allora diffusi trofei di caccia). Per vendicarsi di ciò venne realizzata la messinscena per scattare la foto che sarebbe poi divenuta la più famosa raffigurante il mostro di Loch Ness. Il sommergibile fu poi fatto affondare e secondo alcuni si trova ancora da qualche parte sul fondo del lago.

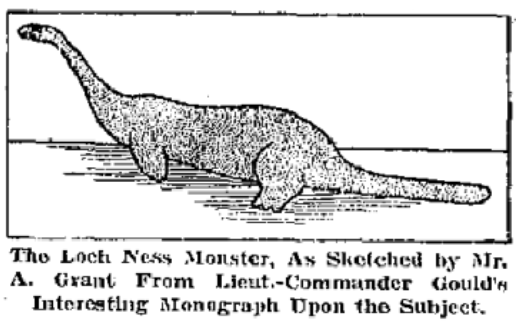
Illustrazione dell'avvistamento di Arthur Grant.

Nella notte fra il 5 e il 6 gennaio 1934 uno studente di veterinaria di nome Arthur Grant affermò di aver quasi investito con la sua motocicletta una creatura, mentre si avvicinava ad Abriachan sulla costa nord-orientale, circa verso l'una di notte. Grant disse di aver visto una piccola testa collegata ad un lungo collo mentre balzava sulla strada proprio davanti a lui, la traversava in due salti e arrivava nel forteto in riva al lago, descrivendola come un ibrido tra una foca e un plesiosauro. Grant disse che, una volta in acqua, vide solo delle increspature. Secondo i suoi racconti la creatura sembrava spostarsi con movimenti laterali di un paio di pinne posteriori e membranose, il collo era serpentiforme e gli occhi larghi incassati nel capo; la lunghezza totale era tra i quattro metri e mezzo ed i sei metri. Grant realizzò un disegno della creatura, esaminato dallo zoologo Maurice Burton, il quale dichiarò che esso era coerente con l'aspetto e il comportamento di una lontra. Per quanto riguarda la dimensione lunga della creatura Burton disse che poteva trattarsi di un'osservazione errata a causa delle cattive condizioni di luce. Il paleontologo Darren Naish suggerì che Grant potrebbe aver visto una lontra o una foca, esagerando nel tempo la descrizione dell'avvistamento.
Un avvistamento tipico dei molti che sono stati raccontati dai testimoni si deve alla signora Marjory Moir e risale all'ottobre 1936:
Quasi altrettanto celebre della foto del chirurgo, è quella scattata nel 1951 dal boscaiolo Lachlan Stuart, che mostra tre gobbe che emergono dall'acqua. Nel 1955 Peter MacNab dichiarò di essersi fermato nei pressi del castello di Urquhart, che domina il lago, per scattare una foto, quando a un tratto sentì un rumore nell'acqua: ebbe appena il tempo di sostituire l'obiettivo con un teleobiettivo da 150 millimetri e un enorme animale uscì dall'acqua. MacNabb lo fotografò: la foto è interessante perché si vedono sia il mostro sia il castello. In confronto con l'altezza del castello, che è di venti metri circa, si può valutare intorno alla stessa lunghezza la parte emersa dell'animale, ma secondo alcuni la foto mostrerebbe due esemplari. Infatti se la si esamina attentamente si può notare che le due gobbe non sono esattamente l'una sul prolungamento dell'altra: siccome la seconda è più piccola della prima, si è potuto pensare che si trattasse di un maschio accompagnato dalla femmina o di un giovane che seguiva la madre. Effettivamente, in varie occasioni dei testimoni hanno dichiarato di avere visto più animali insieme.
Ad esempio il guardiacoste Alexander Campbell asserì di aver visto il dorso di tre mostri apparire alla superficie del lago: il primo e il secondo erano nettamente più grandi del terzo e mentre il movimento in avanti dei primi due era regolare, il terzo si muoveva a zig zag, come per divertimento. Nel giugno del 1937 2 allievi dell'abbazia di Fort Augustus videro tre piccoli mostri, lunghi appena un metro, che fuggirono via quando essi cercarono di acchiapparli.
Nell'aprile del 1960 un ingegnere dell'aeronautica, Tim Dinsdale, filmò una gobba che attraversava l'acqua in una scia potente, a differenza di quella di una barca. La JARIC (centro di analisi delle immagini e di intelligence inglese storicamente conosciuta come MI4) dichiarò che l'oggetto era "probabilmente animato".
Nel 1993 Discovery Communications realizzò un documentario chiamato Loch Ness Discovered che si avvalse di un miglioramento digitale del film di Dinsdale. Un esperto di computer che aveva migliorato il film notò un'ombra nel negativo che non era molto evidente nel positivo. Attraverso il rafforzamento e la sovrapposizione dei fotogrammi, trovò quello che sembrava essere il corpo posteriore, le pinne posteriori e 1-2 gobbe aggiuntive del corpo simile ad un plesiosauro. Egli affermò che: «Prima di vedere il film, pensavo che il mostro di Loch Ness fosse solo un mucchio di sciocchezze. Dopo aver fatto la valorizzazione, non sono così sicuro.»
Il 27 maggio 1964 l'equipaggio del peschereccio Girl Norma osservò un «mostro» contemporaneamente a 3 uomini che lavoravano alla costruzione di una nuova strada sulle rive del lago; nel 1968, inoltre, gli accertamenti compiuti dal professor Gordon Tucker del dipartimento di ingegneria elettronica dell'Università di Birmingham rilevarono, con un apparecchio sonar, la presenza di un gigantesco corpo che si muoveva nelle profondità del lago alla velocità di dieci nodi.
L'8 agosto 1972 in una spedizione organizzata dall'avvocato americano Robert H. Rines, una unità sonar Raytheon DE-725C, operante ad una frequenza di 200 kHz e ancorata ad una profondità di 11 m, identificò un oggetto in movimento (o bersaglio) di una lunghezza stimata - in base alla forza della eco - dai 6 ai 9 m. Furono chiamati ad esaminare i dati alcuni specialisti della Raytheon, della Simrad (ora Kongsberg Maritime) e della Hydroacoustics Inc., e i professori del MIT Martin Klein (1941) e Ira Dyer (1925-2016), quest' ultimo capo del Dipartimento di Ingegneria Oceanografica del MIT. P. Skitzki della Raytheon suggerì che i dati indicavano una protuberanza di 3 metri che si proiettavano da una delle eco. Il naturalista britannico Peter Scott annunciò  nel 1975 che, in base a tali fotografie, il nome scientifico della creatura misteriosa sarebbe stato Nessiteras rhombopteryx (dal greco "abitante del Ness con pinna a forma di diamante").

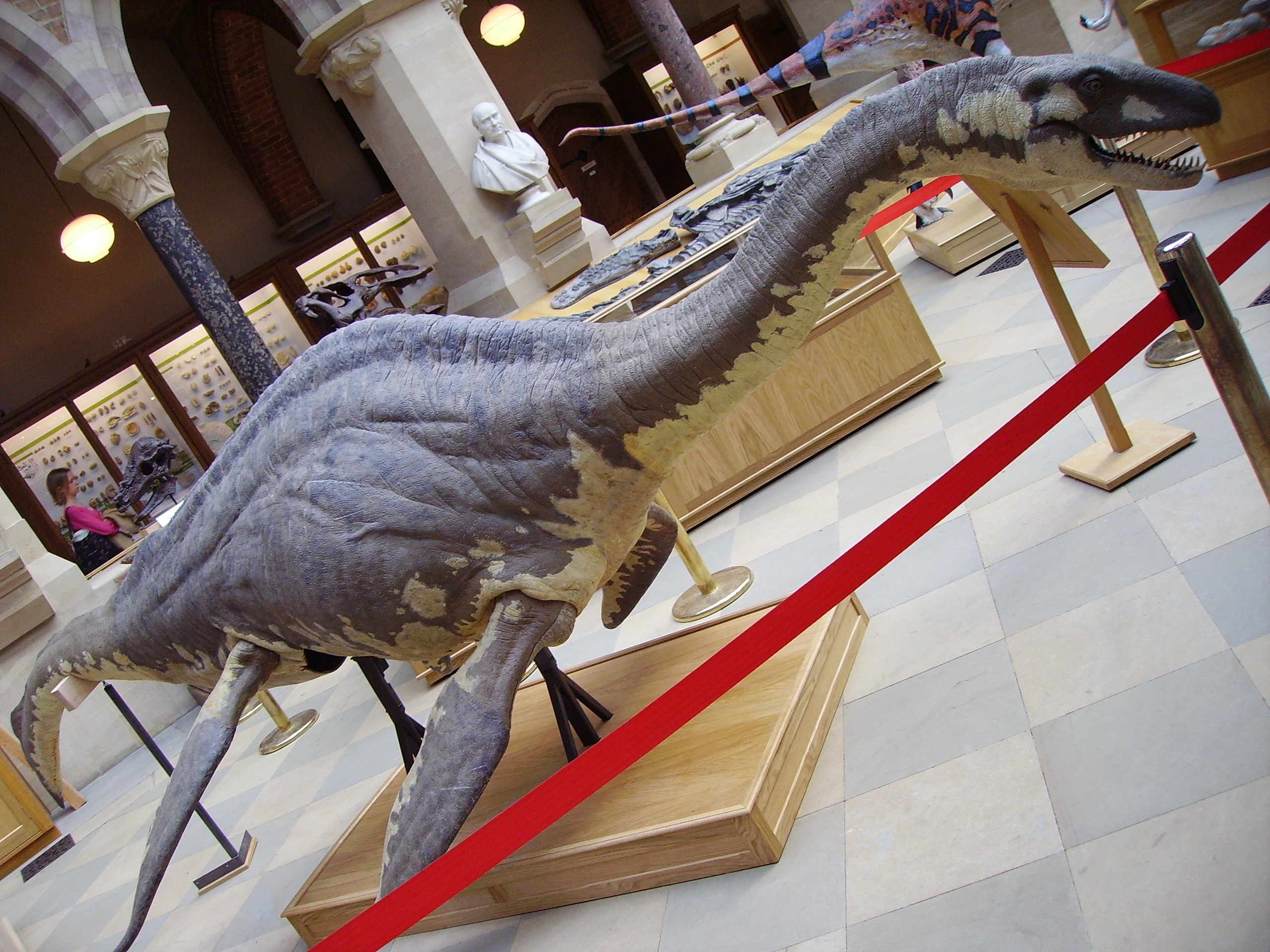
Modello di Cryptoclidus utilizzato nel programma Loch Ness Monster: The Ultimate Experiment del canale televisivo britannico Five.

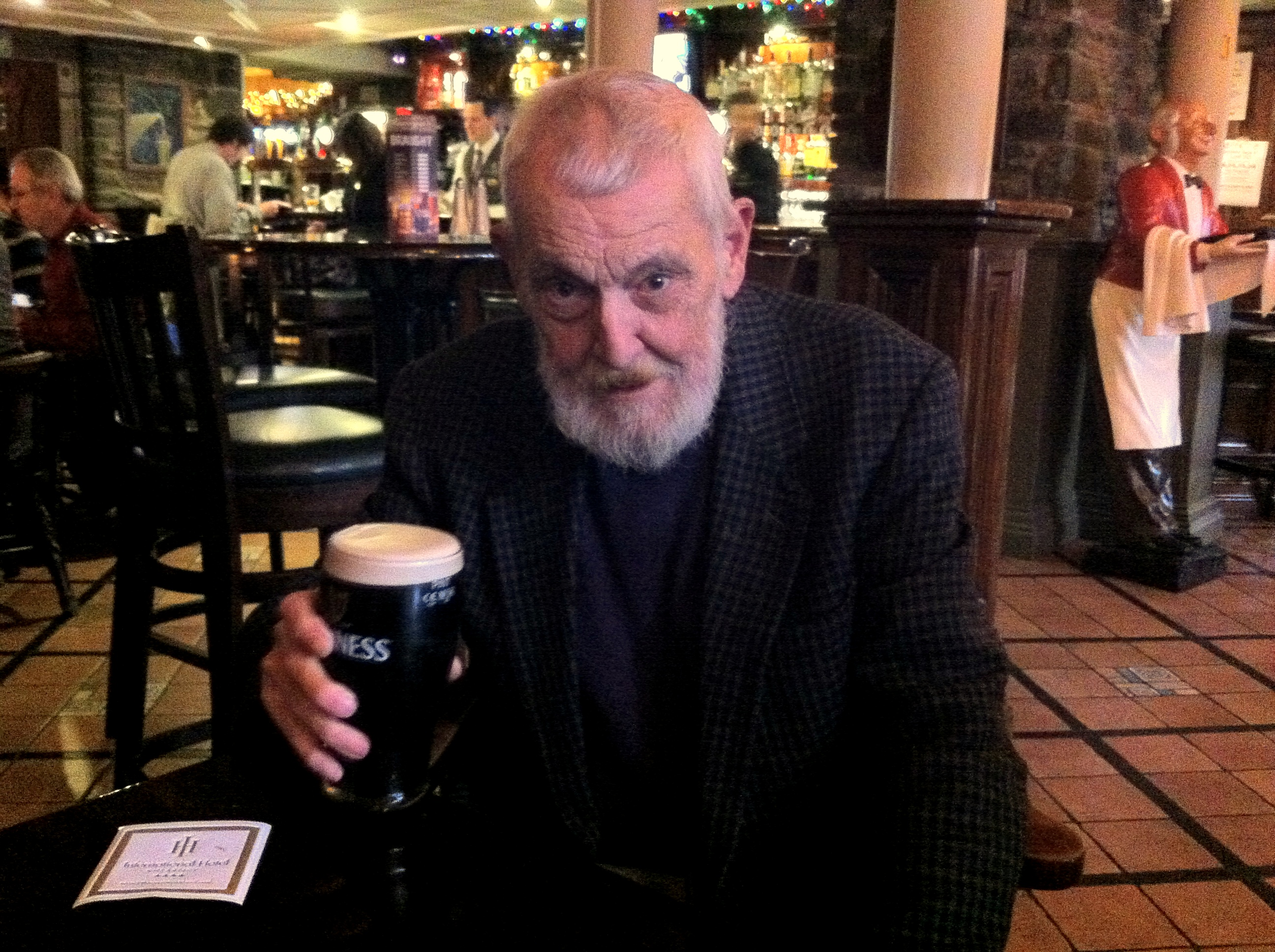
Tony "Doc" Shiels nel 2015

Le foto più nitide risalgono al 21 maggio del 1977 e furono scattate da Tony Doc Shiels, uno scrittore, artista, e illusionista inglese. Lo stesso stava osservando il lago da sotto il castello di Urquhart, e proprio allora vide affiorare il lungo collo. Scattò le foto e descrisse il mostro: era di un colore tra il verde e il marrone, con la pancia di una sfumatura più chiara, e la pelle liscia e lucida. L'avvistamento durò per un tempo compreso tra i 4 o 5 secondi. Egli ha poi descritto l'animale come un "elefante calamaro", sostenendo che il collo lungo nella foto fosse in realtà la proboscide della creatura e che la piccola macchia bianca alla base del collo fosse l'occhio. A causa della mancanza di increspature, le due foto sono state ritenute false da un certo numero di persone, tanto che furono soprannominate Loch Ness Muppet. Shiels ha sempre sostenuto l'autenticità.
Gli ultimi avvistamenti o testimonianze di un certo rilievo e riportate dai mass media risalgono agli anni ottanta del Novecento, ma sono continuati anche negli anni recenti: un avvistamento del celebre mostro è avvenuto il 26 maggio 2007 ad opera di Gordon Holmes, un tecnico di laboratorio che ha filmato una sagoma nuotare nel lago; un altro risale a fine agosto 2009, ad opera di Jason Cooke, guardia di sicurezza che, per fotografare il presunto mostro, ha utilizzato Google Earth ma anche questo si è rivelato un falso.
Il 27 agosto 2013 il turista David Elder realizzò un video di cinque minuti in cui si nota "un'onda misteriosa" sul lago; secondo lo stesso Elder, l'onda era prodotta da un "oggetto solido nero" delle dimensioni di circa 4,5 m appena sotto la superficie dell'acqua. Elder, cinquantenne di East Kilbride, South Lanarkshire, stava scattando una fotografia ad un cigno dal molo di Fort Augustus nella parte sud-occidentale del lago, allorché notò e riuscì ad immortalare lo strano movimento. Egli affermò che "l'acqua era veramente calma in quel momento e non c'erano increspature dovute alle onde o altre attività sull'acqua." 
Gli scettici hanno suggerito che l'onda potrebbe essere stata causata da una raffica di vento.
Un'altra prova sarebbe una foto satellitare che riprendere una forma lunga circa 30 metri, scattata a sud di Dores, e apparsa nel 2014 nelle mappe Apple e che divenne presto virale ma che venne accusata di essere stata modificata, come mostrano in diversi siti, tra cui Metabunk.org, per riportare l'immagine del pesce gigante alla più plausibile forma di una nave di passaggio.
Nell'aprile 2015, Google ha aggiunto una nuova funzionalità a Google Street View con cui l'utente può esplorare il Loch Ness sia sopra che sotto la superficie dell'acqua. Alcuni dipendenti di Google hanno trascorso una settimana a Loch Ness a raccogliere immagini con una fotocamera "trekker" vista strada, allegandola a una barca per fotografare sopra la superficie e collaborando con i membri del Catlin Seaview Survey per fotografare sott'acqua.
Nel 2016 un robot sottomarino ha esplorato le profondità del lago realizzando una serie di immagini a 180 metri di profondità nelle quali l'unica traccia del mostro è la sua riproduzione impiegata per le riprese del film Vita privata di Sherlock Holmes del 1970, che rimase abbandonata sul fondale del lago.
Molti avvistamenti hanno luogo nel corso del 2021; in particolare, ad agosto, il sonar della Nessie Hunter, imbarcazione utilizzata per far visitare il lago ai turisti, rileva un oggetto di lunghezza di 2,70-4 metri ad una profondità di circa 20 metri.

## Ipotesi formulate

### Ipotesi scientifiche

Visioni della creatura

La comunità scientifica degli zoologi pensa che il mostro semplicemente non esista, per tre serie di ragioni, la seconda delle quali di ordine teorico:
1. Nessun ritrovamento di tracce, resti animali al di sopra di ogni ragionevole dubbio, è stato mai documentato.
2. La piramide alimentare di un lago relativamente piccolo come il Loch Ness non potrebbe sostenere la vita di una famiglia di predatori delle dimensioni del presunto mostro.
3. Se per assurdo esistesse un solo mostro di Loch Ness, la specie sarebbe da considerarsi irrimediabilmente estinta; al contrario, se ne esistesse una popolazione in grado di perpetuarsi, non si spiegherebbe il fatto che non vi siano prove più convincenti di quelle portate dai sostenitori.

In merito ai dubbi sull'alimentazione della creatura è stata avanzata l'ipotesi dell'esistenza di un canale tra il lago e il Mare del Nord, tentando così di spiegare anche l'assenza di ossa e altri resti sul fondale del lago. Una simile ipotesi non è però comprovata.
L'ipotesi che riscuote più successo fra i sostenitori dell'esistenza del "mostro" è che si tratti di uno o più esemplari di plesiosauro o di elasmosauro sopravvissuti in qualche modo all'estinzione.
Alcuni sostenitori dell'esistenza del mostro affermano che vi sono testimonianze in cui Nessie sarebbe stata vista entrare in acqua con prede cacciate sulla terraferma, e che questo starebbe ad indicare che non si ciba (o almeno non in via esclusiva) di pesce, mentre riguardo agli spazi essa in tal modo non avrebbe a disposizione solo il piccolo Loch Ness ma anche la terraferma, dove avrebbe potuto rifugiarsi. Le pinne però indicherebbero che Nessie è un animale marino, e quindi avrebbe avuto bisogno di ritornare almeno periodicamente in acqua. Gli scettici fanno tuttavia notare che un animale della stazza di un dinosauro assai difficilmente potrebbe passare inosservato sulla terraferma e che nessuna testimonianza finora è risultata effettivamente credibile.
Nel 2001 il geologo Luigi Piccardi, in base ad analisi geologiche e studi di mitologia comparata, ha formulato l'ipotesi che la leggenda del mostro di Loch Ness fosse da mettere in relazione con l'attività sismica della Great Glen Fault, una grande faglia tettonica al cui interno si trova il lago, come si verifica in altri casi analoghi nel Mediterraneo.

## Metodi scientifici utilizzati

### Sonar
Dal 1956, attraverso l'uso di imbarcazioni dotate di ecoscandaglio, diverse volte e con diversi metodi si è scandagliato il lago con l'unico risultato di rilevare tre grandi masse in movimento, che gli scettici identificano come banchi di pesci, mentre secondo alcuni sostenitori della teoria del mostro potrebbero essere stati gli altri componenti della famiglia del mostro Nessie.

### Esche
Il posizionamento di esche di vario tipo (soprattutto salmoni) non ha portato ad alcun risultato.
I sostenitori dell'esistenza del mostro negano il fallimento ipotizzando che in quel momento il mostro potrebbe non essere stato in acqua o comunque non aver gradito il tipo di cibo. Riguardo alle esche ipotizzano invece che il presunto mostro sia un predatore attivo (che si nutre solo di prede vive) o che non si tratti affatto di un predatore.

### Studio del DNA

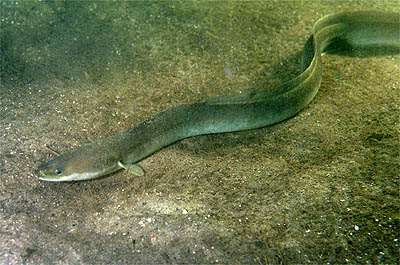
L'anguilla europea (Anguilla anguilla) misura al massimo 1,5 metri di lunghezza; è stato ipotizzato che il mostro di Loch Ness non sia altro che un esemplare gigantesco di anguilla, sebbene non vi sia alcuna prova in merito.

Un team internazionale composto da ricercatori delle università di Otago (Nuova Zelanda), Copenaghen (Danimarca), Hull e Highlands e Isole (Regno Unito), ha effettuato un'indagine sul DNA del lago nel giugno 2018, alla ricerca di specie insolite. Secondo quanto riporta la CNN, i ricercatori hanno prelevato 250 campioni di acqua in differenti luoghi, per poi identificare gli abitanti del lago: «Abbiamo individuato 3.000 specie diverse, molte di queste così piccole che non potreste neanche vederle» ha dichiarato il coordinatore Neil Gemmell, genetista dell'Università di Otago. I risultati, pubblicati nel 2019, affermano che nel lago non risulta traccia di DNA di grandi pesci come squali, storioni e pesce gatto, e neanche di rettili o di lontra; risultano invece presenti, nei campioni prelevati dal lago, molte tracce di DNA di anguilla, praticamente in ogni area del lago scandagliata, come raccontato da Gemmell a margine di una conferenza presso il Loch Ness Centre a Drumnadrochit. Gemmell ha affermato di non poter escludere la possibilità di presenza nel lago di anguille giganti, sebbene non ne sia stata trovata nessuna, né ne sia mai stata catturata. Dopo gli avvistamenti agli inizi degli anni 1930, si parlò proprio di una possibile anguilla gigante, una teoria suffragata dall'avvistamento di un grande "serpente marino" nel lago di Leurbost (isola di Lewis, Scozia) nel 1865, che doveva essere proprio una grande anguilla. L'anguilla europea (Anguilla anguilla), tuttavia, misura al massimo 1,5 metri, mentre il famigerato mostro di Loch Ness è stato descritto come sensibilmente più lungo e massiccio; gli scienziati non possono escludere con certezza l'esistenza di un'anguilla gigante, così come la presenza di qualsiasi altra creatura, dato che il lago è immenso e il DNA si degrada naturalmente nel giro di poche settimane.
L'altra possibilità è che la grande quantità di DNA di anguilla provenga semplicemente da molte piccole anguille, dato che è nota l'abbondanza di anguille nel Loch Ness. Gemmell ha inoltre sottolineato: «Non è detto che non ci sia un mostro di Loch Ness, forse siamo solo noi che non l’abbiamo ancora trovato».

## Influenza culturale

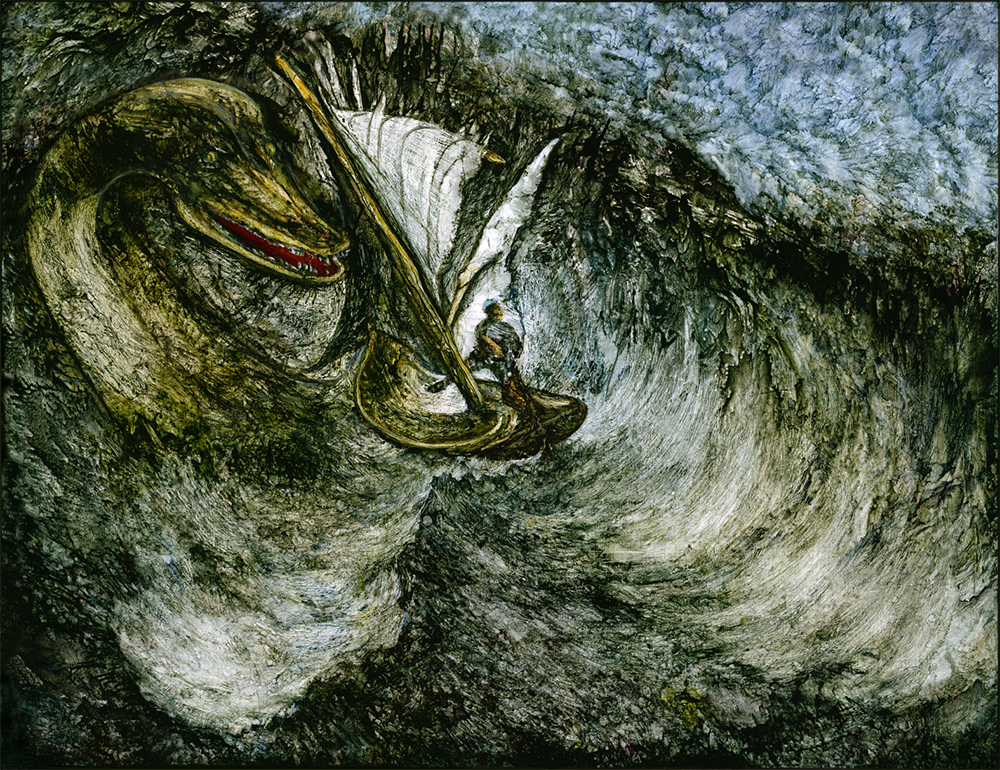
Loch Ness Monster, dipinto di Hugo Josef Heikenwaelder, Austria

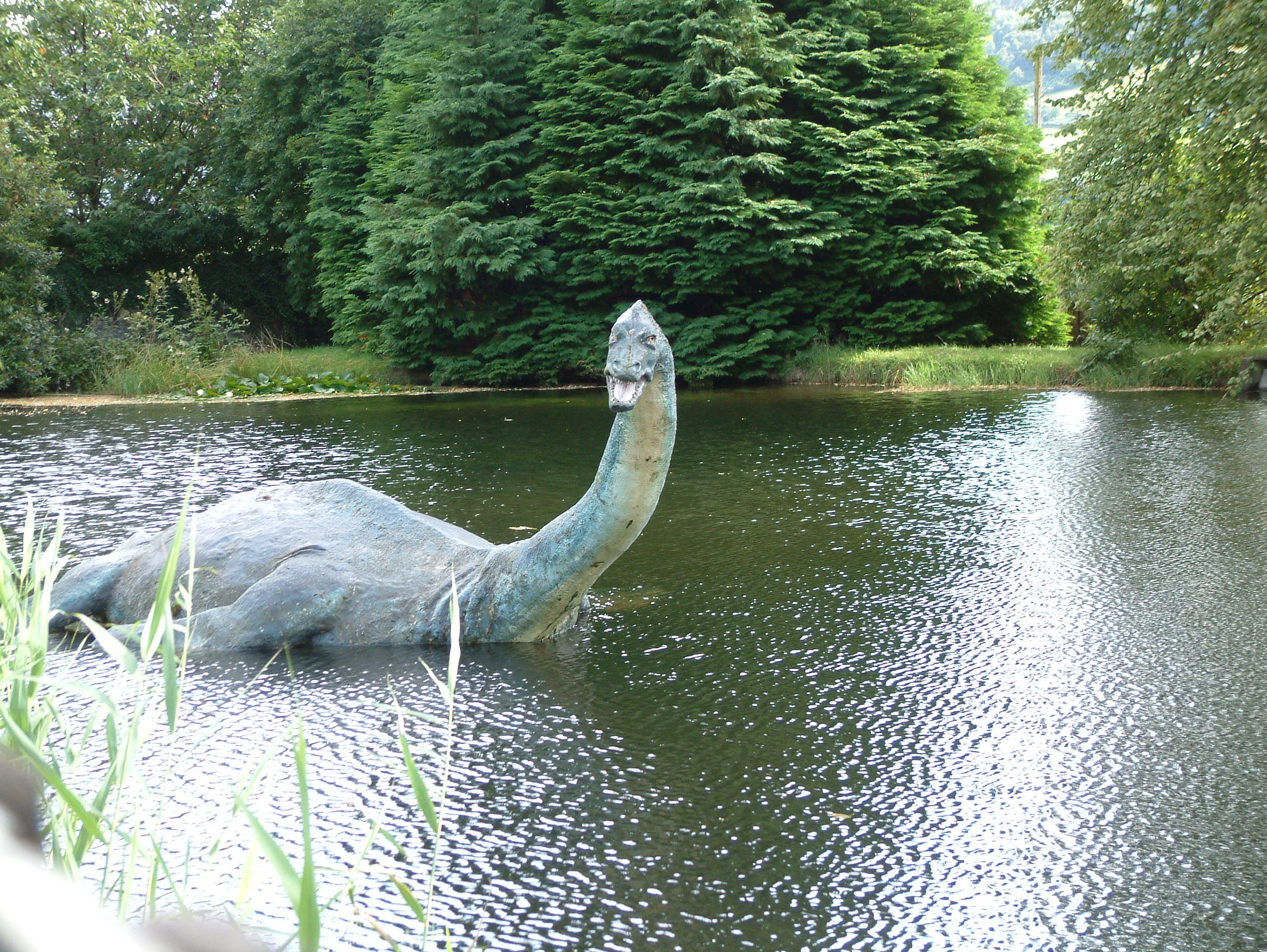
Raffigurazione artistica di Nessie come plesiosauro all'esterno del Museum of Nessie in Scozia

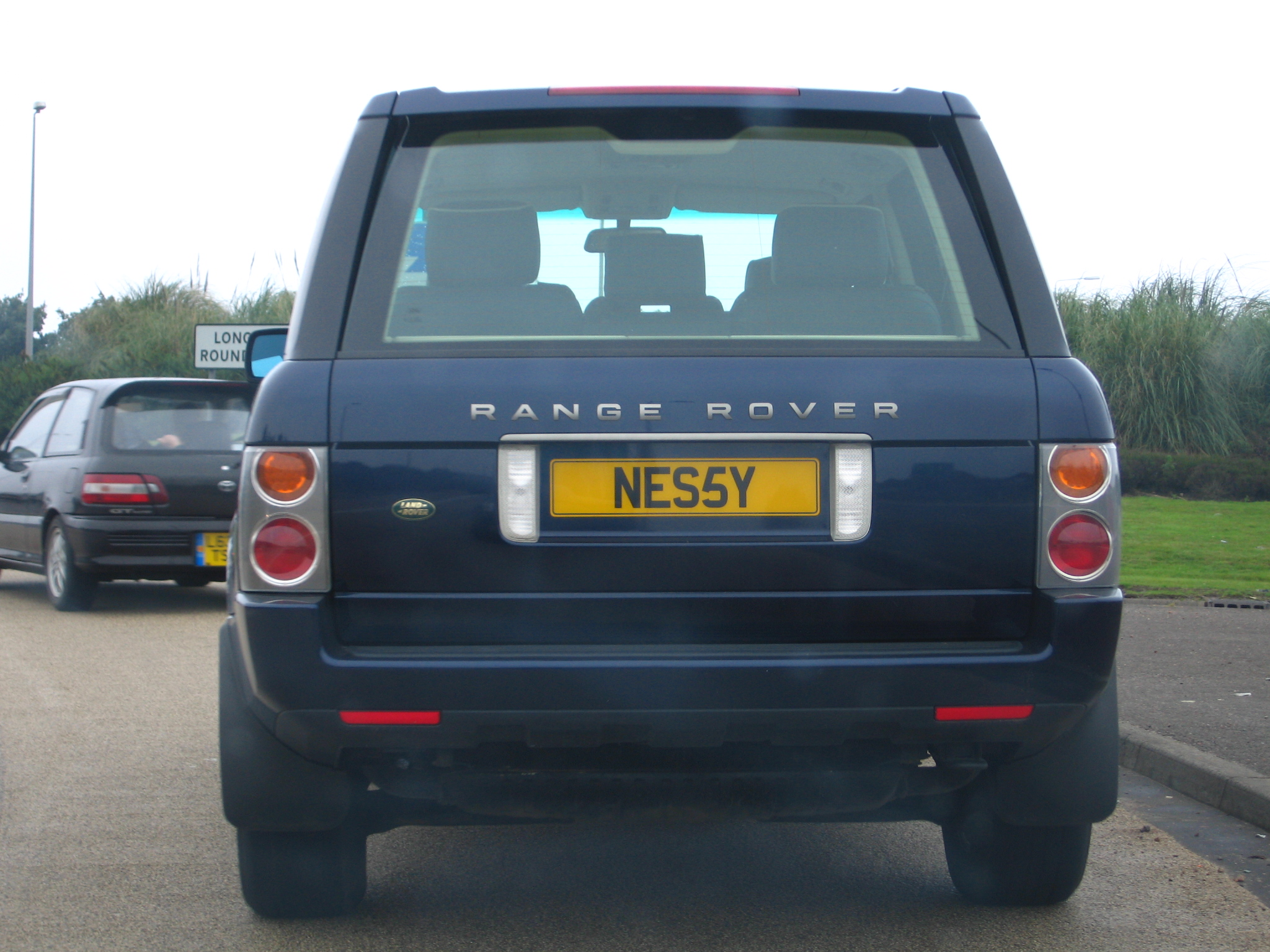
Nessie ispira le targhe d'immatricolazione degli abitanti di Inverness (Scozia).

La popolarità della mitologica creatura è divenuta talmente grande da farlo entrare nella cultura di massa. In televisione è apparso, ad esempio, negli episodi Monty non può comprare amore de I Simpson, nel quinto di Celebrity Deathmatch, Il segno dell'artiglio de Il Santo, I mostri del lago di Lochness di Gargoyles - Il risveglio degli eroi, Buon appetito Nessie di Johnny Bravo, Il mostro del lago de Le nuove avventure di Lupin III, e La cosa nel buio di Rat-Man. È da ricordare anche un librogame di Stephen Thraves (distribuito in Italia per la casa editrice EL) intitolato Il mostro di Loch Ness (Assignment Lochness, 1993).

### Letteratura
Nel 1973 il poeta scozzese Edwin Morgan pubblicò la poesia sonora The Loch Ness Monster's Song.
Nel romanzo Water Horse - La leggenda degli abissi (1990) si parla di un kelpie di nome "Crusoe" che diventerà il ben più famoso Nessie. La teoria del kelpie viene ripresa anche nel bestiario immaginario Gli animali fantastici: dove trovarli (2001) di J.K. Rowling, in cui Newt Scamandro scrive che il Mostro di Loch Ness è effettivamente un kelpie di dimensioni eccezionali, che si nasconde all'avvicinarsi dei Babbani (cioè, nel lessico di Harry Potter, i non Maghi).
Il tabloid statunitense Weekly World News (1979-2007), che pubblicava "notizie" su temi soprannaturali e paranormali, ha parlato spesso del mostro di Loch Ness nel corso degli anni, affermando a seconda delle volte che fosse in stato di gravidanza, catturato o ucciso.
Nella collana di libri di avventura per ragazzi Le 39 chiavi il mostro di Loch Ness non è altro che un sottomarino dalla forma di un mostro realizzato dagli Ekaterina, il ramo degli scienziati e degli inventori della famiglia Cahill.
Nel romanzo horror fantascientifico del 2005 The Loch di Steve Alten, già autore di MEG, un biologo marino intento a tirare fuori suo padre di prigione si ritroverà faccia a faccia con il mostro, che viene rappresentato come una specie di anguilla gigante che è anche in grado di strisciare sulla terra ferma.

### Filmografia (parziale)
- Vita privata di Sherlock Holmes (The Private Life of Sherlock Holmes) di Billy Wilder (1970). Il riferimento al mostro, e una curiosa interpretazione della sua natura, è uno dei fili conduttori del film. Tra l'altro lo stesso autore del personaggio, Sir Arthur Conan Doyle, oltre che leggendario scrittore (e malgrado il film si basi su una storia originale non scritta da lui) fu anche un grande appassionato di parapsicologia e di occulto, argomenti sui quali scrisse un'enciclopedia, nella quale parlò inoltre di un suo avvistamento di un presunto mostro acquatico.
- The Loch Ness Horror di Larry Buchanan (1981)
- Donne amazzoni sulla Luna (1987) in un segmento diretto da Joe Dante, viene rilevato che il mostro di Loch Ness è la vera identità di Jack lo squartatore. Per la scena venne riutilizzato lo stesso pupazzo di Nessie costruito per The Loch Ness Horror.
- Loch Ness di John Henderson (1996)
- Creatura - Dal profondo degli abissi di Chuck Comisky (2002)
- Scooby-Doo e il mostro di Loch Ness (2004)
- Incident at Loch Ness di Zak Penn (2004)
- The Water Horse - La leggenda degli abissi di Jay Russell (2007); tratto dall'omonimo romanzo di Dick King-Smith.
- Lochness - Il risveglio del mostro di Paul Ziller (2008)
- Il magico tesoro di Loch Ness di Michael Rowitz (2008)
- La ballata di Nessie (The Ballad of Nessie) di Stevie Wermers-Skelton e Kevin Deters (2011). Un cortometraggio animato prodotto dai Walt Disney Animation Studios.
- Mister Link (Missing Link) di Chris Butler (2019); nella scena iniziale il protagonista attira e fotografa il mostro di Loch Ness, ma a seguito di uno scontro la fotografia viene rovinata e il suo assistente decide di dimettersi dopo avere rischiato di essere mangiato vivo.
- Godzilla II - King of the Monsters di Michael Dougherty (2019); su una mappa che mostra le basi della Monarch in tutto il mondo, si può notare l'avamposto 49 situato a Loch Ness, che ospita un soggetto chiamato Titanus Leviathan.

### Videogiochi
Il mostro di Loch Ness appare come easter egg o viene omaggiato in numerosi videogiochi; in Tomb Raider III (1998) Lara Croft, durante le sue indagini dal castello del dott. Willard sulle rive del Loch Ness, ha un incontro ravvicinato con il leggendario mostro, scoprendo tuttavia che si tratta solo di una macchina azionata dai militari (ma affacciandosi da un punto specifico del ponte del castello, si potrà tuttavia vedere il "vero" Nessie nuotare placidamente in lontananza). Nella mappa "Canyon dei re" del battle royal Apex Legends (2019) sono presenti 10 peluche di Nessie cui è possibile sparare, e dopo averli colpiti in un ordine ben preciso, all'interno dell'arena comparirà a tutti gli effetti un mostro di Loch Ness a grandezza naturale; le bambole di Nessie erano presenti anche nel precedente titolo di Respawn, Titanfall.
Inoltre, il Pokémon Lapras è ispirato ad esso e nella versione beta di Pokémon Rosso e Blu il suo nome era "Ness". Appare anche come easter egg in GTA Online intorno alle coste dell'isola di Cayo Perico.